# Caryospora falconis
Caryospora falconis – gatunek pasożytniczych pierwotniaków należący do rodziny Eimeriidae z podtypu Apicomplexa, które kiedyś były klasyfikowane jako protista. Występuje jako pasożyt drapieżnych ptaków. C. falconis cechuje się tym iż oocysta zawiera 1 sporocystę. Z kolei każda sporocysta zawiera 8 sporozoitów.
Obecność tego pasożyta stwierdzono u sokoła wędrownego (Falco peregrinus), kobuza (Falco subbuteo) i u pustułki zwyczajnej (Falco tinnunculus)  należących do rzędu sokołowych (Falconiformes).